# David Carnegie, 11. Earl of Northesk
David Carnegie, 11. Earl of Northesk (n. 24 septembrie 1901, Londra, Regatul Unit al Marii Britanii și Irlandei – d. 7 noiembrie 1963, Binfield⁠(d), Bracknell Forest, Anglia, Regatul Unit) a fost un politician britanic, medaliat olimpic. A participat la o ediție a Jocurilor Olimpice (1928) în care a câștigat o medalie de bronz.

## Participări
Lista de mai jos prezintă principalele competiții la care a participat David Carnegie, 11. Earl of Northesk de-a lungul carierei.
- Jocurile Olimpice de iarnă din 1928[1]